# Premier League Snooker 2009
| Premier League Snooker 2009 |                   |
|                             |                   |
| Sieger                      | Shaun Murphy      |
| Austragungsort              | Großbritannien    |
| Eröffnung                   | 3. September 2009 |
| Endspiel                    | 29. November 2009 |
| Höchstes Break              | 139 ( Judd Trump) |

Die Premier League Snooker 2009 war ein Snookerturnier, das vom 3. September bis 29. November 2009 in verschiedenen Orten in Großbritannien ausgetragen wurde.
Ronnie O’Sullivan war der aktuelle Titelverteidiger, der dieses Turnier die 5 vorhergehenden Jahre für sich entscheiden konnte. Shaun Murphy setzte sich im Finale gegen Ronnie O’Sullivan mit 7:3 durch und gewann zum ersten Mal dieses Turnier.

## Preisgeld
Die Preisgelder betragen:
- Sieger: 30.000 £
- Finalist: 15.000 £
- Halbfinalisten: 5.000 £

- Frame-Gewinn: 1.000 £ (nur in der Gruppenphase)
- Century-Break: 1.000 £ (nur in der Gruppenphase)

- Insgesamt: 200.000 £[1]

## Qualifikation
Judd Trump qualifizierte sich mit dem Gewinn der Championship League 2009 für dieses Turnier. Alle weiteren Spieler wurden eingeladen.

## Gruppenphase
In der Gruppenphase trat jeder Spieler gegen jeden anderen Spieler an. Ein Match bestand aus 6 Frames, so dass auch Unentschieden zu Stande kommen konnten.
(50+-Breaks sind in Klammern angegeben; Century-Breaks sind fettgedruckt.)
| Datum         | Ort               | Spieler 1         | Ergebnis | Spieler 2      | Framefolge                                                        |
| ------------- | ----------------- | ----------------- | -------- | -------------- | ----------------------------------------------------------------- |
| 3. September  | Penrith           | Neil Robertson    | 4:2      | Judd Trump     | 0–(139), (80)–7, (66)–(62), (58) 72–0, (89)–8, 34–75              |
| 3. September  | Penrith           | Ronnie O’Sullivan | 4:2      | Marco Fu       | 27–71, 66–4, (133)–4, (106) 115–6, (131) 135–0, 0–(83)            |
| 17. September | Great Malvern     | Shaun Murphy      | 2:4      | John Higgins   | 50–72, 73–24, (53)–77 (53), 28–70 (58), (72)–0, 18–92 (61)        |
| 17. September | Great Malvern     | Stephen Hendry    | 2:4      | Judd Trump     | (104) 117–0, (57, 68) 125–0, (51)–70, 29–51, 0–126 (103), 0–(88)  |
| 24. September | Southampton       | Neil Robertson    | 1:5      | Stephen Hendry | 32–69 (60), 1–99 (98), 78–4, 19–52, 10–58 (51), 1–133 (127)       |
| 24. September | Southampton       | John Higgins      | 3:3      | Marco Fu       | (69)–8, 24–65, 60–52, 39–65, (90)–16, 46–66                       |
| 1. Oktober    | Colchester        | Judd Trump        | 4:2      | Marco Fu       | (100)–19, 0–(82), 75–25, 63–61, (120)–6, 0–(81)                   |
| 1. Oktober    | Colchester        | Ronnie O’Sullivan | 3:3      | Neil Robertson | (52) 75–48, 6–84 (77), (112) 113–14, 86–42, 0–117 (91), 4–72      |
| 15. Oktober   | Aberdeen          | Ronnie O’Sullivan | 4:2      | Shaun Murphy   | (104)–0, 68–1, (56) 89–5, 0–101 (81), 45–84, (75) 85–5            |
| 15. Oktober   | Aberdeen          | John Higgins      | 3:3      | Stephen Hendry | 54–65, 36–(76), (92)–0, (73) 92–0, 70–1, 5–71 (64)                |
| 22. Oktober   | Grimsby           | Ronnie O’Sullivan | 3:3      | Stephen Hendry | 1–75 (51), 38–65, (78)–0, 0–(76), (95) 99–0, 68–7                 |
| 22. Oktober   | Grimsby           | Shaun Murphy      | 5:1      | Marco Fu       | 1–117 (91), 63–14, (62) 88–5, (105)–0, (134)–0, (62) 92–7         |
| 29. Oktober   | Preston           | John Higgins      | 4:2      | Neil Robertson | 69–51, 41–66, 70–28, (73)–34, (63) 80–28, 17–50                   |
| 29. Oktober   | Preston           | Shaun Murphy      | 3:3      | Stephen Hendry | 75–50, (55) 75–26, 4–110 (68), 6–100 (96), 54–19, 23–66           |
| 5. November   | Exeter            | Marco Fu          | 2:4      | Neil Robertson | 54–14, 19–84, 41–71, (90) 95–0, 63–70, 58–60                      |
| 5. November   | Exeter            | Ronnie O’Sullivan | 2:4      | Judd Trump     | 33–80 (67), 93–8, 0–(79), 20–81 (50), 65–69, (50) 87–8            |
| 12. November  | Weston-super-Mare | John Higgins      | 4:2      | Judd Trump     | 7–35, (63)–(65), 40–65, (53) 88–79, (74) 78–5, (75) 107–1         |
| 12. November  | Weston-super-Mare | Shaun Murphy      | 4:2      | Neil Robertson | 68–37, (59) 75–99, (104) 119–6, (64) 73–8, 0–(109), 94–8          |
| 19. November  | Llandudno         | Shaun Murphy      | 2:4      | Judd Trump     | 78–66, 11–64 (63), 39–63, 75–22, 43–57, 50–64                     |
| 19. November  | Llandudno         | Marco Fu          | 5:1      | Stephen Hendry | 64–40, (70)–25, 14–72, 98–15, 71–15, (122) 128–11                 |
| 19. November  | Llandudno         | Ronnie O’Sullivan | 2:4      | John Higgins   | 9–(72), 16–70 (64), (129) 134–0, 0–(107), 0–128 (119), (68) 76–48 |

### Tabelle
Die besten 4 Spieler qualifizierten sich für die Finalrunde. Ein Sieg gab zwei Punkte, ein Unentschieden einen Punkt. Bei gleicher Punktzahl entschied die Anzahl der gewonnenen Frames. Bei gleicher Anzahl gewonnener Frames entschied das direkte Duell. Endete das direkte Duell unentschieden (3:3), so erhielt der Spieler den höheren Tabellenrang, der als Erster 3 Frames im direkten Duell gewonnen hatte.
| Platz |                   | HIG | TRU | SUL | MUR | HEN | ROB | FU | Punkte | Frames | S–U–N |
| ----- | ----------------- | --- | --- | --- | --- | --- | --- | -- | ------ | ------ | ----- |
| 1     | John Higgins      | x   | 4   | 4   | 4   | 3   | 4   | 3  | 10     | 22:14  | 4–2–0 |
| 2     | Judd Trump        | 2   | x   | 4   | 4   | 4   | 2   | 4  | 8      | 20:16  | 4–0–2 |
| 3     | Ronnie O’Sullivan | 2   | 2   | x   | 4   | 3   | 3   | 4  | 6      | 18:18  | 2–2–2 |
| 4     | Shaun Murphy      | 2   | 2   | 2   | x   | 3   | 4   | 5  | 5      | 18:18  | 2–1–3 |
| 5     | Stephen Hendry    | 3   | 2   | 3   | 3   | x   | 5   | 1  | 5      | 17:19  | 1–3–2 |
| 6     | Neil Robertson    | 2   | 4   | 3   | 2   | 1   | x   | 4  | 5      | 16:20  | 2–1–3 |
| 7     | Marco Fu          | 3   | 2   | 2   | 1   | 5   | 2   | x  | 3      | 15:21  | 1–1–4 |

## Finalrunde
Im Halbfinale trat der Erstplatzierte gegen den Viertplatzierten und der Zweitplatzierte gegen den Drittplatzierten der Gruppenphase an. Es wurde Best of 9 gespielt, so dass derjenige Spieler, welcher als erstes 5 Frames für sich entscheiden konnte, ins Finale eintrat. Im Finale wurde dann Best of 13 gespielt, so dass der Spieler, welcher als erstes 7 Frames für sich entscheiden konnte, das Match und somit auch das Turnier gewann.
|  | Halbfinale 28. November 2009 Hopton-on-Sea | Halbfinale 28. November 2009 Hopton-on-Sea | Halbfinale 28. November 2009 Hopton-on-Sea |  |  | Finale 29. November 2009 Hopton-on-Sea | Finale 29. November 2009 Hopton-on-Sea | Finale 29. November 2009 Hopton-on-Sea |
|  |                                            |                                            |                                            |  |  |                                        |                                        |                                        |
|  |                                            |                                            |                                            |  |  |                                        |                                        |                                        |
|  | 1                                          | John Higgins                               | 3                                          |  |  |                                        |                                        |                                        |
|  | 4                                          | Shaun Murphy 1                             | 5                                          |  |  |                                        |                                        |                                        |
|  |                                            |                                            |                                            |  |  | 4                                      | Shaun Murphy 3                         | 7                                      |
|  |                                            |                                            |                                            |  |  | 3                                      | Ronnie O’Sullivan                      | 3                                      |
|  | 2                                          | Judd Trump                                 | 1                                          |  |  |                                        |                                        |                                        |
|  | 3                                          | Ronnie O’Sullivan 2                        | 5                                          |  |  |                                        |                                        |                                        |
|  |                                            |                                            |                                            |  |  |                                        |                                        |                                        |

Framefolge:

## Century-Breaks
Insgesamt gab es 19 Century-Breaks in der Gruppenphase und 2 in der Finalrunde.
- 139, 120, 103, 100 Judd Trump
- 134, (111), (110), 105, 104 Shaun Murphy
- 133, 131, 129, 112, 106, 104 Ronnie O’Sullivan
- 127, 104 Stephen Hendry
- 122 Marco Fu
- 119, 107 John Higgins
- 109 Neil Robertson

(In der Finalrunde erreichte Century-Breaks stehen in Klammern.)